# Деполович, Лидия Платоновна
Лидия Платоновна Деполович (27 ноября 1869, село Ковчин, Черниговская область — 20 марта 1943, Киев) — советский педагог и методист начального образования. Преподавала на Черниговщине, с 1927 — в школах Киева. Известна как исследователь и составитель пособий для обучения грамоте.

## Биография
В 1885 году поступила в Черниговскую гимназию. В 1894—1901 начала педагогическую деятельность учительницей в земской школе села Количевка вблизи Чернигова. Позже работала учительницей начальных классов Чернигова и Киева. Лидия Деполович известна, прежде всего, как составитель букваря под названием «Давай читать!», изданного в 1926. Этот учебник имел более 19 изданий. Вплоть до начала 1960-х годов ученики начальной школы в Украине учились читать по этому букварю.
В 1927 году Деполович переехала в Киев, где продолжила заниматься учительской деятельностью, а также составлением и упорядочением пособий для обучения грамоте. Она сотрудничала с известными педагогами того времени: А. Астрябом и А. Музыченко, одним из основателей Национальной системы образования в Украине. Вместе с А. Астрябом в 1928 выпустила «математический задачник». В соавторстве с А. Музыченко на протяжении 1930—1937 было издано несколько букварей. Так, в 1930 вышла из печати их совместная «рабочая книга для первого года обучения (для села)», в следующем 1931 — «работная книжка для первого года обучения (букварь)», в 1933 появился «букварь», упорядоченный А. Ф. и Ю. А. Музыченко и Л. Деполович. Она также создавала учебники для обучения взрослых.
Умерла, замученная постоянным голоданием, упав в воронку от взрыва снаряда. В селе Ковчин одна из улиц названа в её честь. Похоронена на Соломенском кладбище в г. Киеве.